# Житловий будинок (Студентська вулиця, Ніжин)
Житловий будинок — пам'ятка архітектури місцевого значення на Студентській вулиці у Ніжині. Зараз у будинку розміщується корпус № 3 Ніжинського медичного коледжу.

## Історія
Спочатку було внесено до списку нововиявлених пам'яток архітектури під назвою «Житловий будинок».
Наказом Міністерства культури та туризму від 21.12.2012 № 1566 надано статус «пам'ятник архітектури місцевого значення» з охоронним № 10054-Чр під назвою «Житловий будинок». Встановлено інформаційну дошку.

## Опис
Будинок збудований на початку XX століття на розі сучасних вулиць Студентської та Міщанської.
Одноповерховий, кам'яний, неоштукатурений, прямокутний у плані будинок з горищем під скатним дахом. Віконні отвори чотирикутні. Фасад розчленований пілястрами, прикрашений орнаментальною цегляною кладкою. Над вхідними дверима — фрамуга нарівні з віконними отворами.